# Julian Külpmann
Julian Külpmann (* 2. November 1989 in Hannover) ist ein deutscher Jazz- und Popmusiker (Schlagzeug).

## Leben und Wirken
Külpmann begann im Alter von sieben Jahren Schlagzeug zu spielen. Als Jugendlicher spielte er in Jazz-, Rock- und Fusionbands. Mit 16 Jahren konnte er als Jungstudent an der Musikhochschule Hannover Jazz- und Pop-Schlagzeug studieren. Zwischen 2007 und 2011 gehörte er zum Bundesjazzorchester, mit dem er auf Tournee in Europa (Jazzfest Berlin 2011) und Indien war und mit T. A. S. Mani, R. A. Ramamani und Ramesh Shotham auftrat (Calcutta Ending). 2009 begann er ein Jazzstudium an der Universität der Künste Berlin bei John Hollenbeck, Kurt Rosenwinkel und Greg Cohen, das er 2013 abschloss. Weiterhin besuchte er den Master-Studiengang European Business und General Management an der ESCP Europe Business School in Berlin und London.
Külpmann gründete mehrere eigene Projekte, etwa sein Pop-Rock-Projekt The Innervault sowie gemeinsam mit dem Gitarristen Charis Karantzas die Jazzband The K Square, die 2013 bei Traumton Records das Album Blue Desert (mit den Gästen Nils Wogram und David Friedman) veröffentlichte. Außerdem spielte er Schlagzeug in Udo Lindenbergs Musical Hinterm Horizont und trat im Berliner Theater des Westens als Schlagzeuger im Stück KuDamm 56 auf. Er ist Mitglied der Band von Ron Spielman (seit 2015) und der Band von Attila Muehl (Lucid Dreamer). Weiterhin arbeitete er mit Achim Seifert (Plans to Wake Up on the Beach), John Hollenbeck Andreas Kümmert, Elaiza, JoCo, Richie Beirach, Greg Cohen, Marko Lackner, Steffen Schorn, Emil Mangelsdorff, Julia Hülsmann, Geir Lysne, Lars Møller, U3000, Judy Weiss, Torsten Goods, Nené Vásquez, Jean-Louis Rassinfosse, Tino Derado und der RTL Allstar Band.
Külpmann hat zahlreiche Auszeichnungen erhalten, darunter Best Young European Musicians 2002 (USA), Škoda Jazz Award 2006 (Deutschland), Drummer of Tomorrow 2007, Future Sounds 2010 (Leverkusener Jazztage) und war 2012 Halbfinalist bei der Thelonious Monk Jazz Drums Competition.